# Henry Cotton

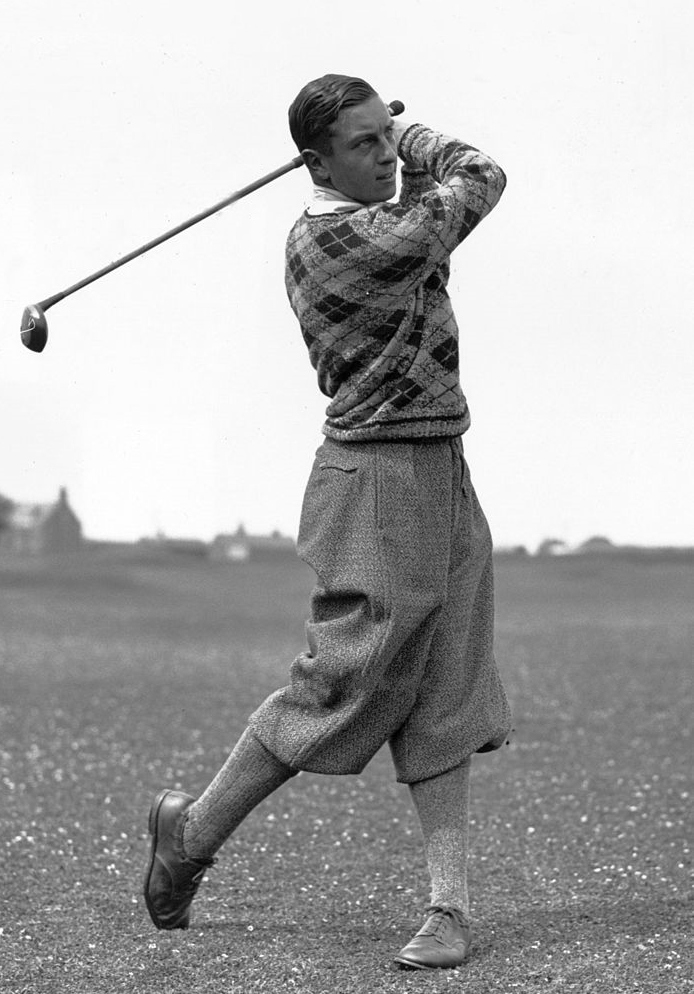
Henry Cotton 1931.

Henry Thomas Cotton (26 januari 1907–22 december 1987) var en framstående engelsk golfspelare på 1930-talet.
Cotton föddes i Cheshire i en välbärgad familj och han sattes i en förnäm skola. Han avbröt sina studier i förtid och började sin proffskarriär när han var 17 år. Hans far accepterade dock detta först när John Henry Taylor hade uttalat sig om hans talang.
Cotton trodde själv inte på att en golfsving var en medfödd och naturlig rörelse. Han använde sig av starka handleder vid tillslaget och han tränade genom att upprepade gånger svinga klubban in i ett bildäck. Han tränade så hårt att hans händer blödde. Denna tanke om golfsvingen gjorde att hans egen sving betraktades som mekanisk. Idéerna ledde dock till att han skrev ett flertal golfböcker och han fick flera uppdrag som instruktör.
Cotton debuterade i The Open Championship 1927. Han var då 20 år och kom på nionde plats och därefter vann han tävlingen tre gånger (1934, 1937 och 1948). Han vann även många segrar på den europeiska touren under 1930-talet, bland annat de öppna mästerskapen i Belgien och Tyskland tre gånger, Tjeckoslovakien och Frankrike två gånger och Italien en gång. 
Han var kapten för PGA 1934 och 1954 och han var med och grundade Golf Foundation, en organisation som bidrar till unga golfares utveckling. Bland de unga spelare som fick dessa bidrag fanns bland andra Nick Faldo och Tony Jacklin.
Cotton deltog i det europeiska Ryder Cup-laget tre gånger och han var kapten för det 1947 och 1953. Efter att han hade dragit sig tillbaka från tävlingsgolfen skrev han golfböcker och blev även en framgångsrik golfbanearkitekt. Han ritade kända golfbanor i England, Frankrike och Portugal.
De sista levnadsåren bodde han på ett hotell vid en golfbana i Portugal där han fram till sin död gav golflektioner. I samband med nyårsdagen 1988 adlades Cotton som Knight Commander of the Most Honourable Order of St Michael and St George, KCMG. Adlandet har i vissa tidningar beskrivits som postumt, då Cotton hade avlidit när det tillkännagavs. Han hade dock accepterat utnämningen, som trädde i kraft på hans dödsdag.

## Utmärkelser
- 1938 Harry Vardon Trophy
- 1946 Brittiska Imperieorden (riddarklassen, MBE)
- 1980 World Golf Hall of Fame
- 1987 Knight Commander, St Michael och St George orden (KCMG)